# Amstel Gold Race 2023
L'Amstel Gold Race 2023, cinquantasettesima edizione della corsa e valevole come diciassettesima prova dell'UCI World Tour 2023 categoria 1.UWT, si svolse il 16 aprile 2023 su un percorso di 253,6 km, con partenza da Maastricht e arrivo a Berg en Terblijt, nei Paesi Bassi. La vittoria fu appannaggio dello sloveno Tadej Pogačar, il quale completò il percorso in 6h02'02", alla media di 42,029 km/h, precedendo l'irlandese Ben Healy ed il britannico Thomas Pidcock.
Sul traguardo di Berg en Terblijt 77 ciclisti, su 170 partiti da Maastricht, portarono a termine la competizione.

## Squadre e corridori partecipanti
Al via 25 formazioni.
| N.      | Cod. | Squadra                  |
| ------- | ---- | ------------------------ |
| 1-7     | IGD  | Ineos Grenadiers         |
| 11-17   | ACT  | AG2R Citroën Team        |
| 21-27   | TJV  | Jumbo-Visma              |
| 31-37   | ADC  | Alpecin-Deceuninck       |
| 41-47   | BOH  | Bora-Hansgrohe           |
| 51-57   | UAD  | UAE Team Emirates        |
| 61-67   | ICW  | Intermarché-Circus-Wanty |
| 71-77   | EFE  | EF Education-EasyPost    |
| 81-87   | SOQ  | Soudal Quick-Step        |
| 91-97   | TFS  | Trek-Segafredo           |
| 101-107 | GFC  | Groupama-FDJ             |
| 111-117 | TBV  | Bahrain Victorious       |
| 121-127 | DSM  | Team DSM                 |

| N.      | Cod. | Squadra                |
| ------- | ---- | ---------------------- |
| 131-137 | COF  | Cofidis                |
| 141-147 | MOV  | Movistar Team          |
| 151-157 | AST  | Astana Qazaqstan Team  |
| 161-167 | ]JAY | Team Jayco AlUla       |
| 171-177 | ARK  | Team Arkéa-Samsic      |
| 181-187 | LTD  | Lotto Dstny            |
| 191-197 | TEN  | TotalEnergies          |
| 201-207 | TFB  | Team Flanders-Baloise  |
| 211-217 | Q36  | Q36.5 Pro Cycling Team |
| 221-227 | UXT  | Uno-X Pro Cycling Team |
| 231-237 | IPT  | Israel-Premier Tech    |
| 241-247 | TUD  | Tudor Pro Cycling Team |

## Ordine d'arrivo (Top 10)
| Pos. | Corridore         | Squadra | Tempo    |
| ---- | ----------------- | ------- | -------- |
| 1    | Tadej Pogačar     | UAE     | 6h02'022 |
| 2    | Ben Healy         | EF      | a 38"    |
| 3    | Thomas Pidcock    | Ineos   | a 2'14"  |
| 4    | Andreas Kron      | Lotto   | s.t.     |
| 5    | Aleksej Lucenko   | Astana  | s.t.     |
| 6    | Andrea Bagioli    | Soudal  | a 3'14"  |
| 7    | Maxim Van Gils    | Lotto   | s.t.     |
| 8    | Mattias Skjelmose | Trek    | s.t.     |
| 9    | Alexander Kamp    | Tudor   | s.t.     |
| 10   | Axel Zingle       | Cofidis | s.t.     |